# Swaenenburgh

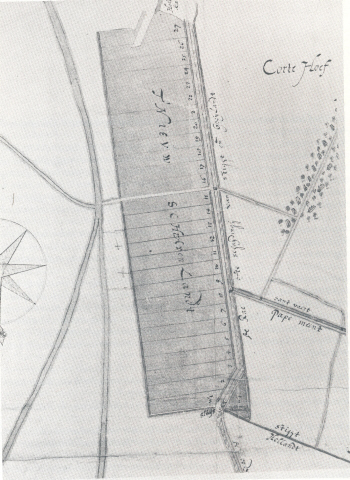
Kavels in 's-Graveland (1636). Het noorden ligt aan de onderzijde van deze kaart

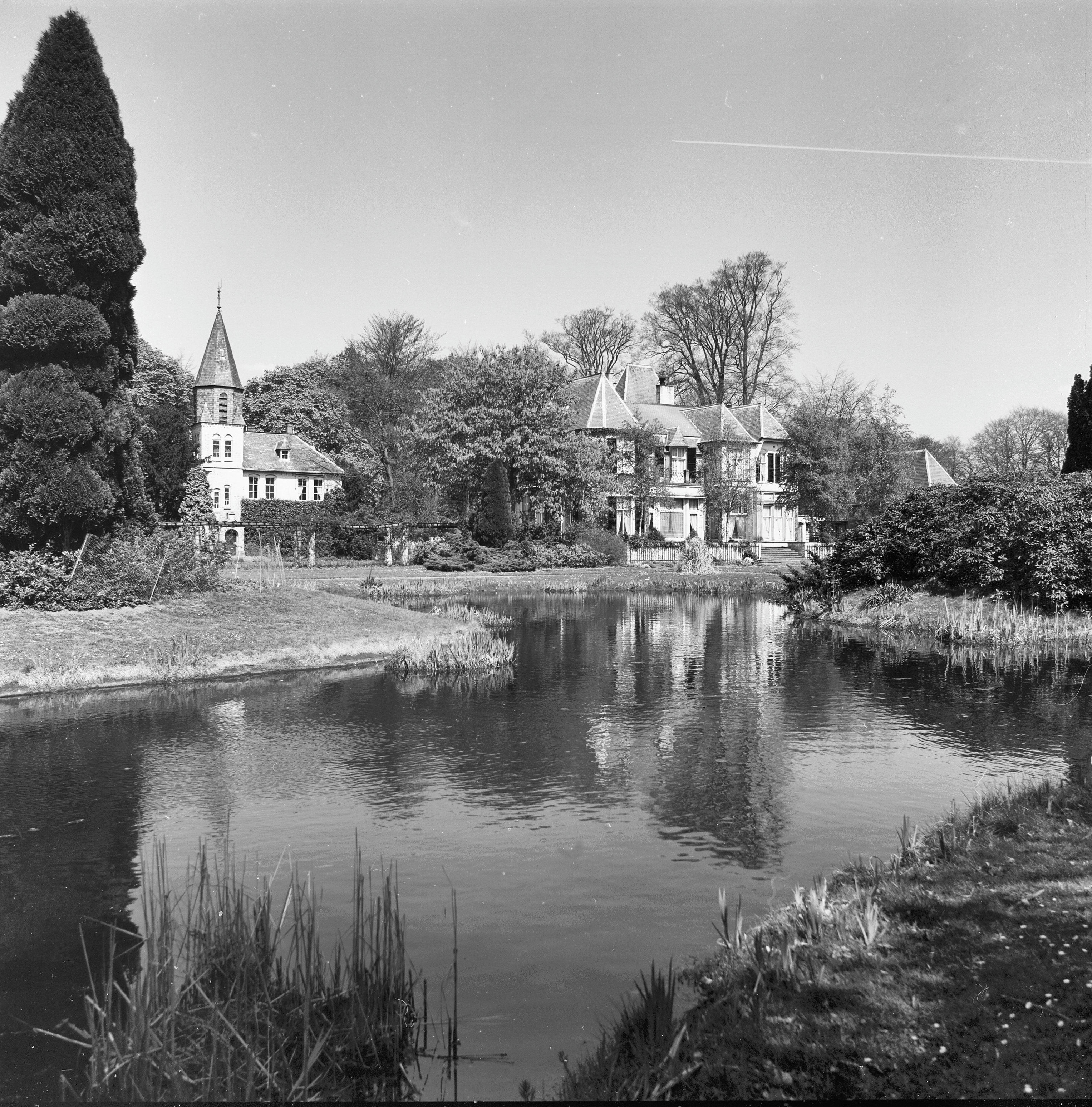
Hoofdgebouw van Swaenenburgh, april 1974

Swaenenburgh is een landgoed in 's-Graveland in de Nederlandse provincie Noord-Holland.

## Geschiedenis
Op 7 juni 1634 werden 27 kavels in 's-Graveland verloot onder zes belangstellenden. Sommige belangstellenden kochten meerdere kavels, sommigen deelden een kavel. De kavels zijn op de kaart genummerd van Zuid naar Noord.
Ten oosten van deze rij landgoederen werd in die tijd veel zand afgegraven. Een klein deel werd gebruikt om de landgoederen te verhogen, vooral waar de huizen komen, de rest werd afgevoerd naar Amsterdam en gebruikt voor de uitbreiding van de stad. Tussen de afgravingen en de landgoederen lagen de Noksloot en de 's-Gravelandsevaart om voor goede afwatering te zorgen.
In 1877 overleed Willem van Loon en werd zijn erfenis gesplitst in drie gescheiden landgoederen. Behalve Swaenenburgh waren dat landgoed Schaep Burgh en landgoed Bantam. Het landgoed Swaenenburgh werd geërfd door Agnes Henriette van Loon (1829-1902), gehuwd met Leonard Marius Beels van Heemstede (1825-1882). Zij lieten op het terrein omstreeks 1880 door de bekende architect P.J.H. Cuypers een landhuis bouwen. In 1924 werd een tuinprieel ontworpen door E. Cuypers en F.A. Eschauzier. Laatstgenoemde ontwierp tevens een tuin en een zwembad in 1929.
In 1939 kocht de familie Dooyes driekwart van het landgoed. In de jaren zestig besloot de familie het laatste kwart ook te kopen, waarna veel aan het huis is veranderd. Zij lieten ook de tuin en het park aanleggen.
Het landgoed Swaenenburgh omvat een villa met bijgebouwen, waaronder een voormalig koetshuis, een dienst- en een portierswoning en een voormalig kinderspeelhuisje. Daarnaast liggen er over het park verspreid een aantal tuinen met bijbehorende gebouwtjes zoals een theehuisje.

## Bewoners
- ca. 1880: Jonkvrouw Agnes Henriette van Loon (1829-1902), was in 1857 gehuwd met Leonard Marius Beels van Heemstede (1825-1882)
- H.W. van Marie jr (ca. 1915)
- Frits A. Eschauzier (ca. 1923)
- Familie Dooijes (1941)
- Robert Jan Doorn (1970)
- John Paul Scholts (2001)